# Grønland (linjeskib)
 For alternative betydninger, se Grønland (flertydig). (Se også artikler, som begynder med Grønland)
Grønland var et linjeskib i den dansk-norske marine, navngivet efter den daværende koloni, Grønland. Skibet blev bygget af  Anders Turesen i 1756 og var Orlogsværftets nybygning nummer 15. Skibet udgået af flådens tal i 1791. Grønland brugte et stor del af sin tjenestetid i Middelhavet, hvor den eskorterede danske handelskonvojer. Grønland deltog i bombardementet af Algier i 1770, men affyrede ellers aldrig sine kanoner i kamp. I Admiralitetskollegiet papirer bliver det bemærket at skibet er usædvanligt sødygtigt.

## Konvojer i Middelhavet
I løbet af de første tjenesteår tilbragte Grønland en betydelig periode i Middelhavet, hvor man eskorterede dansk koffardi. Danmark-Norge var ikke en del af Syvårskrigen (1756–63) og handelsflåden var derfor truet af både franske og britiske kaperskibe. På trods af Danmark-Norge var neutrale i krigen, var det lykkedes de franske Couturier-brødre at overtale kong Frederik 5. til at tildele et orlogsskib som beskyttelse til deres handelsskibe mellem Levanten og Marseille. Denne aftale sluttede dog da det linjeskibet HMS Shrewsbury fra Royal Navy, under kommando af Hugh Palliser, opbragte det danskflagede handelsskib "Den flyvende Engel". Den flyvende Engel var en del af en konvoj som var under Grønlands beskyttelse. Grønland var under kommando af Henrik Fisker. Shrewsbury havde 70 kanoner mod Grønlands 50, hvilket sikkert bidrog til Fiskers beslutning om ikke at åbne ild mod det britiske skib. Som følge af denne episode blev Fisker afløst som øverstkommanderende af Simon Hooglant da skibet anløb Marseille. Ved hjemkomsten til Danmark blev han stillet for en krigsret, hvor han blev frikendt.

### Den store Arabiske ekspedition
Grønlands første togt til Middelhavet i 1761 kan regnes som en af de første havundersøgelsesekspeditioner, da skibet, på Frederik 5.s foranledning medbragte en gruppe forskere til en ekspedition til Arabien. Gruppen bestod af Filologen Frederik Christian von Haven, kartografen Carsten Niebuhr, naturhistorikeren Peter Forsskål, lægen Christian Carl Kramer, kobberstikkeren Georg Vilhelm Baurenfeind samt gruppens assistent Lars Berggren. En af gruppens hovedopgaver var at studere og beskrive havlivet på åbent hav, inklusiv finde årsagen til morild. Til dette formål var ekspeditionen udrustet med net og skrabere, designet til at tage prøver på dybt vand.
Grønland bragte ekspeditionen hele vejen til Kairo, hvor man fortsatte over land for at udforske den Arabiske halvø (nutidens Yemen) og det Røde Hav. Carsten Niebuhr vendte hjem til Danmark i 1767 som det eneste overlevende medlem af ekspeditionen. Han medbragte en enorm samling af især Forsskåls opdagelser. Forsskåls beskrivelser af dyr, sammen med Baurenfeinds tegninger og skitser blev posthumt udgivet i bogen Descriptiones Animalium, som er en af de vigtigste bidrag til naturhistorien i det 18. århundrede. Mange af de indsamlede prøver findes i dag på Naturhistorisk Museum i Aarhus. Mange af de detaljerede kort produceret af Niebuhr og etnografiske observationer og artefakter som ekspeditionen indsamlede er stadig i dag en af de vigtigste kilder til information om livet i Yemen det 18. århunderede.

## Senere år
Grønland tjente primært i danske farvande, men efter en større renovering i 1769 blev det igen sendt på togt til Middelhavet for at deltage i krigen mod Algier. Denne gang var skibet under kommando af Grev Moltke i en eskadre med tre andre linjeskibe, to fregatter, to kanonbåde og to transportskibe - i alt 3000 søfolk og 516 soldater. Flåden havde til opgave at løse en konflikt med Dejen af Algier omkring beskatningen af dansk-norske skibe der passerede Algerisk farvand. Eskadren, under kommando af Admiral Ulrich Christian Kaas, bombarderede Algier fra havet, men det lykkedes ikke at komme frem til en aftale med Dejen. To år senere vendte Grønland tilbage til Algier, denne gang under kommando af Admiral Hoogland, hvor det lykkedes at forhandle en traktat med Dejen.
Da Grønland igen vendte tilbage til København, tjente det primært som vagtskib og i de sidste år som et blokskib i Københavns havn, indtil skibet udgik af aktiv tjeneste i 1791.